# توم موراي
توم موراي (بالإنجليزية: Tom Murray)‏ هو لاعب كرة قاعدة أمريكي، (ولد في باترسون في الولايات المتحدة 1866 – 1894 م).